# Alimentatore di pidocchi
L'alimentatore di pidocchi (in polacco Karmiciel wszy) fu una figura lavorativa, retribuita o volontaria, attiva presso l'Istituto per lo studio del tifo e la virologia di Leopoli e quello associato di Cracovia, nella Seconda Repubblica di Polonia e nella Polonia occupata. Suo compito era lasciarsi mordere e succhiare il sangue da pidocchi infettati dal tifo esantematico, che venivano poi impiegati nella ricerca per lo sviluppo di vaccini contro la malattia.
La ricerca su un vaccino contro il tifo fu intrapresa per la prima volta nel 1920 dal parassitologo polacco Rudolf Weigl il quale, assieme alla moglie e biologa Zofia Weigl, fu tra i primi a nutrire i pidocchi con il proprio sangue. Durante l'occupazione nazista di Leopoli l'alimentazione dei pidocchi divenne il principale mezzo di sostentamento e protezione per molti degli intellettuali polacchi della città, tra cui il matematico Stefan Banach e il poeta Zbigniew Herbert; infatti, sebbene la professione comportasse un rischio significativo di infezione, gli alimentatori di pidocchi ricevevano razioni di cibo aggiuntive, non correvano il rischio di essere spediti nei campi di lavoro forzato o di concentramento tedeschi e potevano spostarsi nella città occupata. Ciò era dovuto al particolare interesse dei nazisti nella ricerca di un vaccino per il tifo, come testimoniato anche dal fatto che simili ricerche erano portate avanti presso i campi di concentramento di Buchenwald e Sachsenhausen e, sebbene in maniera minore, nel complesso di campi di Auschwitz, dove alcuni prigionieri venivano appositamente infettati per essere utilizzati come cavie umane.

## Storia

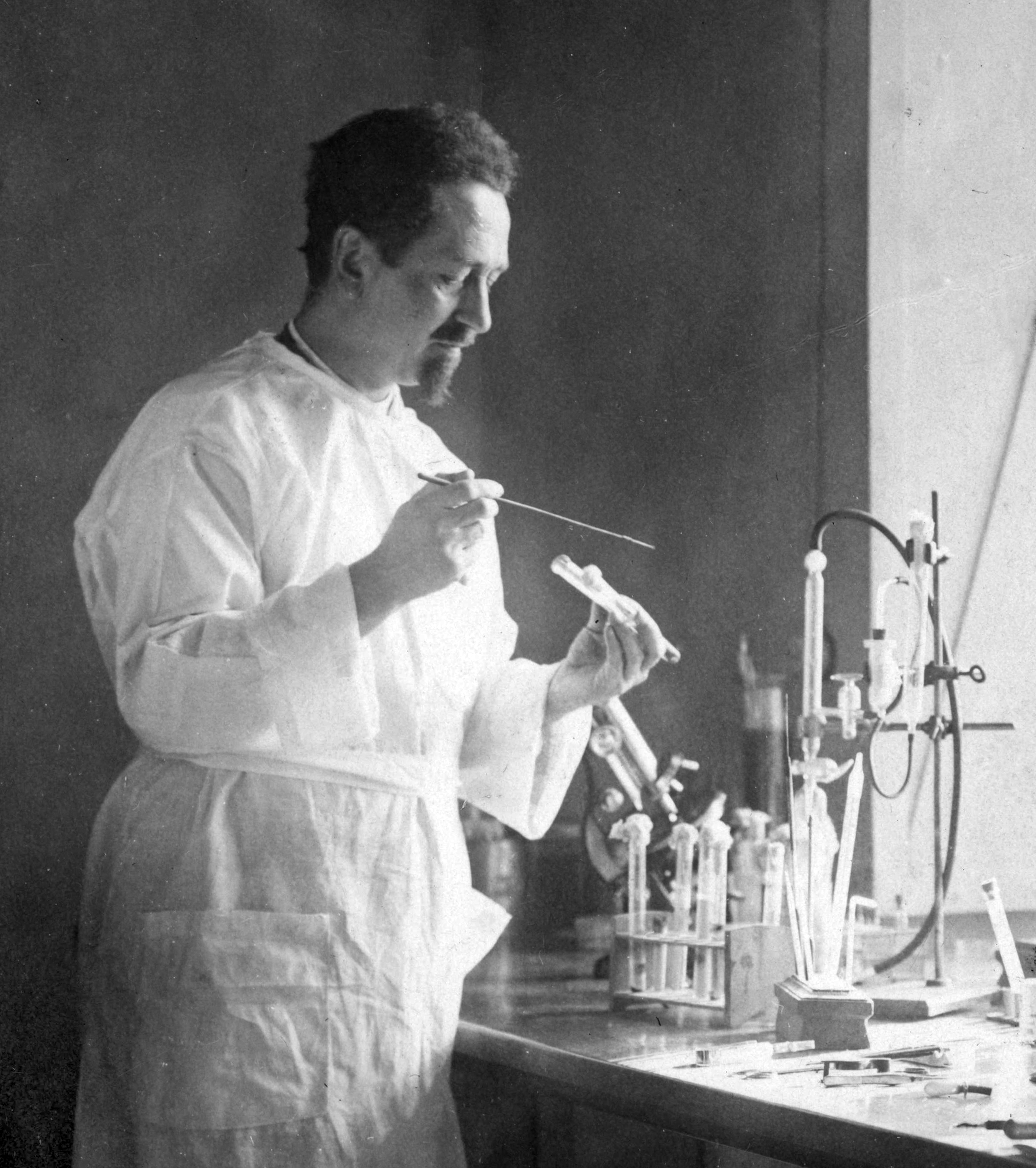
Rudolf Weigl, il biologo che mise a punto il primo vaccino per il tifo, nel suo laboratorio di Leopoli

Nel 1909 il batteriologo francese Charles Nicolle dimostrò che i pidocchi (Pediculus humanus corporis) erano il mezzo principale attraverso il quale i batteri del tifo esantematico (Rickettsia prowazekii) venivano diffusi nell'ambiente. Nicolle, che proprio per i suoi studi sul tifo riceverà il Nobel per la medicina nel 1928, era arrivato a tale conclusione dopo una serie di esperimenti in cui aveva infettato uno scimpanzé con il tifo, ne aveva recuperato i pidocchi e li aveva messi addosso a uno scimpanzé sano, che aveva sviluppato la malattia poco dopo. Studi condotti in seguito stabilirono poi che il vero veicolo di diffusione dei batteri non erano i morsi dei pidocchi, bensì i loro escrementi.
Durante la prima guerra mondiale, a partire dal 1914, Rudolf Weigl, un parassitologo polacco di origini austriache, fu arruolato nell'esercito austriaco e posto a capo del laboratorio degli studi sul tifo esantematico dell'ospedale militare di Przemyśl, affinché si concentrasse sull'elaborazione di una cura e di un vaccino per tale malattia.
Nel 1920, con la Polonia che aveva ormai riguadagnato la propria indipendenza in virtù del Trattato di Versailles, a Weigl fu affidata la cattedra di biologia dell'Università di Leopoli, allora intitolata a Giovanni II Casimiro di Polonia, nonché la direzione dell'istituto cittadino per gli studi sul tifo e la virologia. In quel periodo Weigl mise a punto un vaccino contro il tifo realizzato a partire da una poltiglia ottenuta da feci di pidocchi infetti. Inizialmente i pidocchi utilizzati erano stati cresciuti con sangue di cavie domestiche; tuttavia fu in seguito osservato che il vaccino risultava essere tanto più efficace quanto più simile al sangue umano era stato il sangue con cui erano stati alimentati i pidocchi. Di conseguenza, nel 1933 Weigl iniziò a reclutare dei volontari perché nutrissero i pidocchi con il proprio sangue, esponendosi a un moderato rischio di contagio. Infatti, sebbene nella fase iniziale di crescita i pidocchi da nutrire fossero sani e il rischio di contagio per i volontari fosse quindi limitato a un'accidentale esposizione a pidocchi infetti presenti nell'istituto, nella fase finale, dopo essere stati infettati dal tifo e prima di essere uccisi, i pidocchi richiedevano un'alimentazione aggiuntiva, il che comportava il rischio che l'alimentatore umano venisse infettato dalla malattia. Nonostante Weigl provvedesse a vaccinare i volontari, alcuni dei quali si ammalarono comunque, benché senza conseguenze fatali, la produzione del vaccino rimaneva ancora un'attività potenzialmente pericolosa ed era ancora difficile, quindi, avviarla su larga scala.
All'epoca, il vaccino di Weigl, il cui primo uso massiccio fu effettuato in Cina ad opera di missionari belgi tra il 1936 e il 1943, era l'unico esistente che potesse essere impiegato in applicazioni pratiche al di fuori di ambienti controllati.

### Procedura

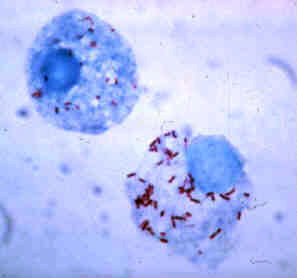
Un batterio del genere Rickettsia

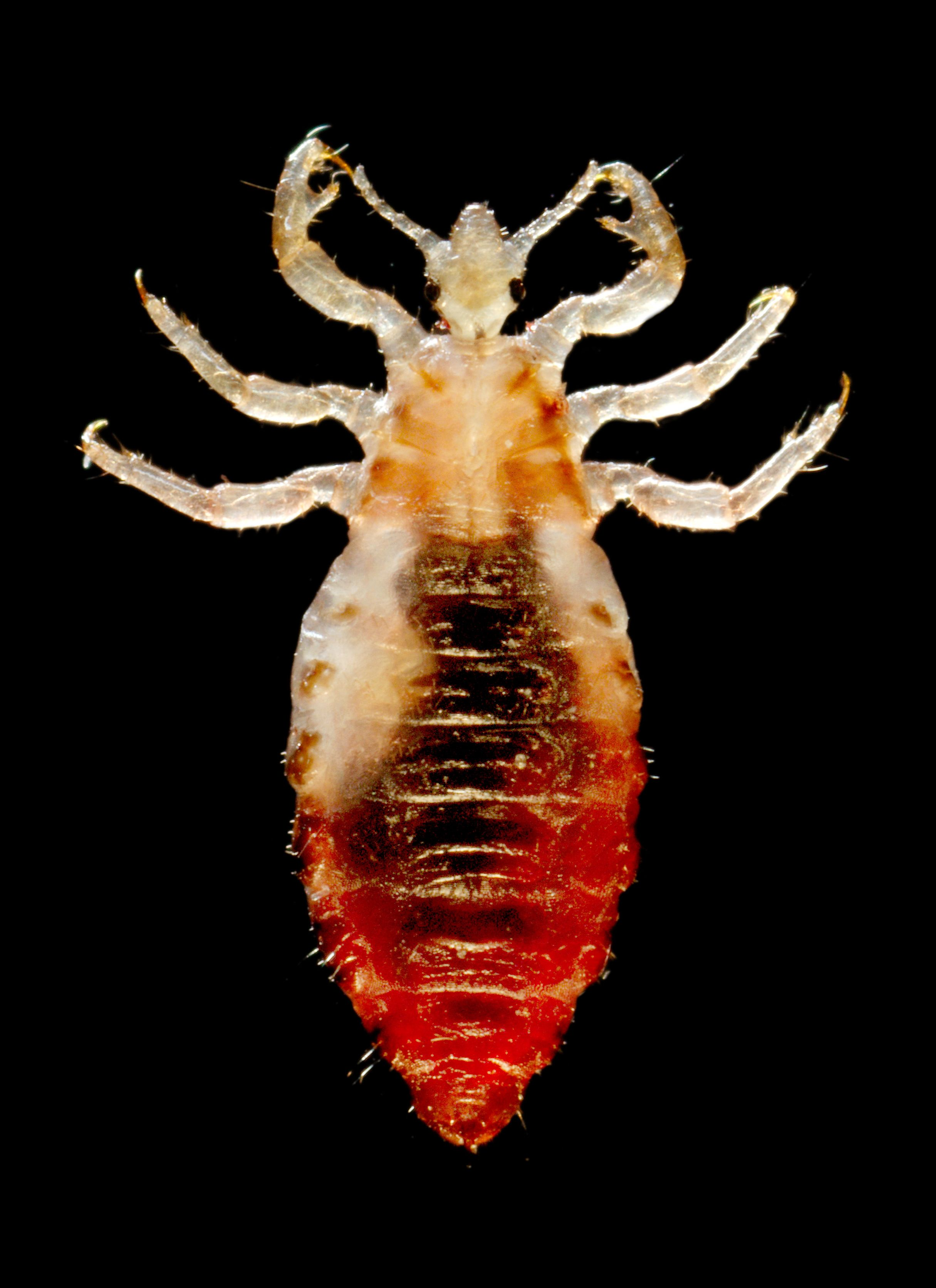
Un pidocchio appartenente alla specie Pediculus humanus corporis

Il processo di produzione del vaccino contro il tifo ideato da Weigl comportava diverse fasi. In primo luogo, le larve dei pidocchi dovevano essere allevate nutrendole con sangue umano per 12 giorni; dopodiché, una volta maturate in individui adulti, venivano infettate con un ceppo di batteri del tifo, iniettando i batteri direttamente nel loro ano grazie a uno strumento messo a punto dallo stesseo Weigl. A quel punto i pidocchi infetti venivano nutriti per altri cinque giorni con sangue umano di una persona che era già guarita dal tifo o era già stata vaccinata e, infine, venivano uccisi in una soluzione di fenolo e sezionati per rimuovere gli intestini e le feci dall'addome. In ultima fase questi ultimi venivano ridotti a una specie di poltiglia, che veniva poi trasformata nel vaccino.

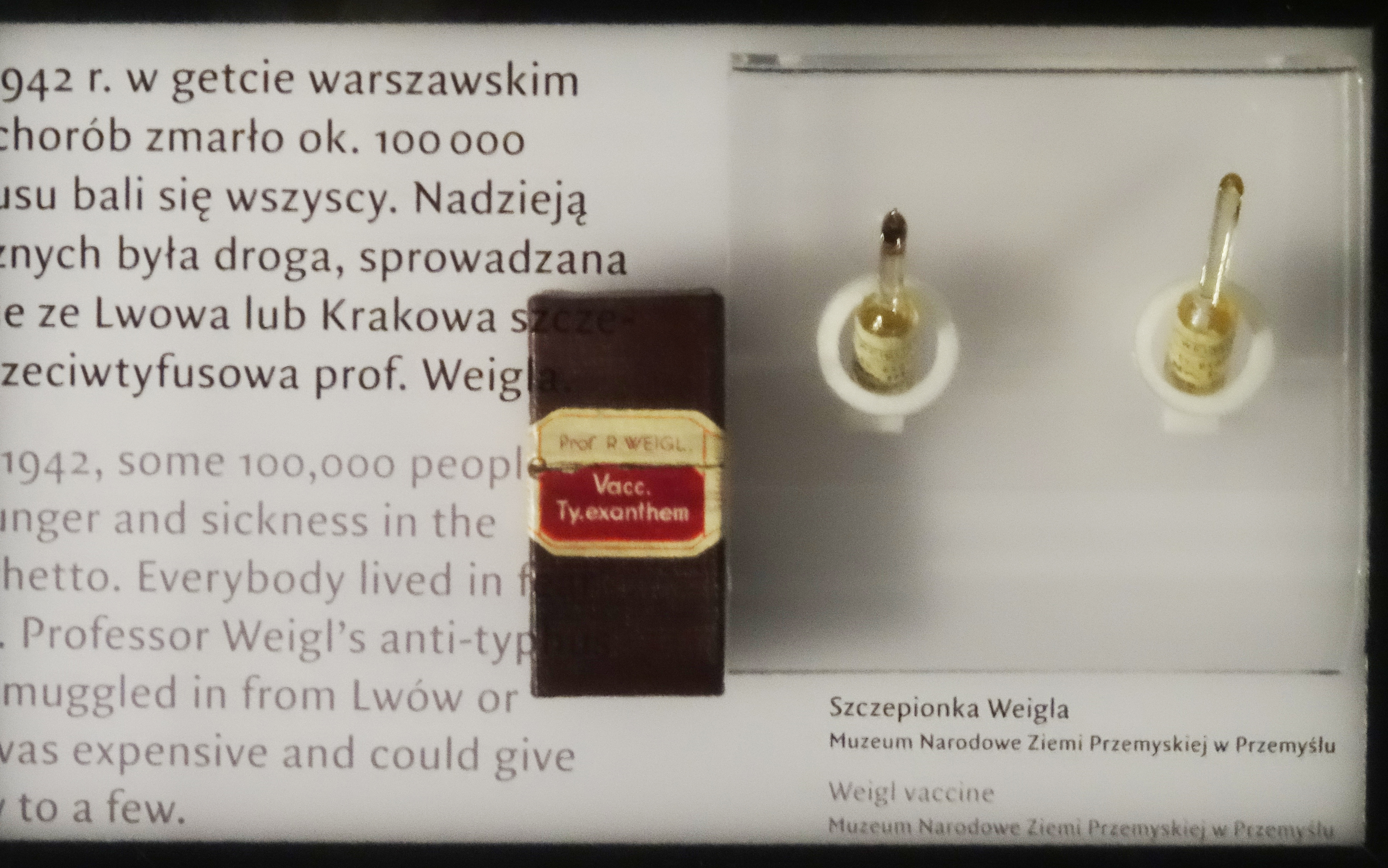
Dosi del vaccino per il tifo esantematico messo a punto da Weigl esposte al museo di storia degli ebrei polacchi di Varsavia

Per procedere alla loro alimentazione, un totale di circa 400-800 larve di pidocchio veniva posto all'interno di piccole scatole di legno della dimensione di 4 × 7 cm, sviluppate dallo stesso Weigl. La parte superiore delle scatole era sigillata con paraffina, onde impedire ai pidocchi di fuoriuscire, mentre la parte inferiore era costituita da un setaccio di stoffa, adattato da Weigl a partire dai setacci che venivano usati dai contadini locali per separare le bucce di grano dai semi, che permetteva ai pidocchi di sporgere la testa tra le maglie e succhiare il sangue dalla carne dei volontari. In genere gli uomini si legavano le scatole sui polpacci, così da ridurre al minimo il prurito causato dai morsi, mentre le donne le posizionavano sulle cosce, in modo che i segni dei morsi potessero essere coperti da una gonna. Il processo di alimentazione avveniva inoltre sotto la sorveglianza di un'infermiera, poiché, se lasciati sulla carne umana per troppo tempo, i pidocchi potevano arrivare a succhiare così tanto sangue da esplodere e morire.
Solitamente ogni lavoratore poteva alimentare fino a 44 scatole di pidocchi in contemporanea, e nutriva una media di 25 000 pidocchi al mese, dalla schiusa delle uova alla maturità.

## Seconda guerra mondiale

### Prima occupazione sovietica
In occasione della spartizione della Polonia avvenuta nel 1939 successivamente all'invasione del paese da parte della Germania nazista e in virtù del cosiddetto patto Molotov-Ribbentrop, Leopoli finì sotto il dominio dei sovietici, i quali iniziarono a deportare parte della popolazione locale in Kazakistan, in Siberia e in altre zone dell'URSS. Durante questo periodo l'istituto di Weigl continuò a portare avanti le proprie ricerche, nonostante fosse vietato ai polacchi, in particolare a quelli in fuga dalle zone controllate dai tedeschi, di lavorarvi; anzi, sfruttando il proprio prestigio e la propria influenza, Weigl riuscì a ottenere il rilascio di diversi prigionieri che stavano per essere deportati, riuscendo in alcuni casi a farne addirittura rientrare qualcuno dall'esilio. Nonostante il sopraccitato divieto, Weigl riuscì a impiegare tali persone nel proprio istituto come infermieri, interpreti di russo o alimentatori di pidocchi, offrendo loro un mezzo per proteggersi dalle persecuzioni sovietiche.
In quel periodo, infatti, il vaccino prodotto dall'istituto era destinato all'Armata Rossa e solo una piccola quantità era utilizzata per i comuni cittadini.

### Occupazione nazista

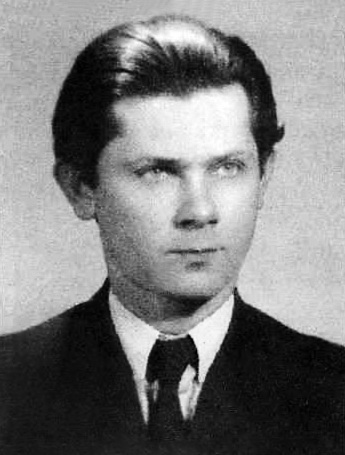
Zbigniew Herbert, uno degli alimentatori di pidocchi nella Leopoli occupata dai tedeschi

Nel giugno 1941, dopo l'attacco nazista all'Unione Sovietica, Leopoli fu conquistata dai tedeschi. Poiché anche questi ultimi, come i sovietici prima di loro, erano interessati a utilizzare il vaccino per il tifo sui loro soldati in prima linea, l'istituto di Weigl, ribattezzato Institut für Fleckfieber und Virusforschung des OKH, poté continuare il proprio lavoro. In particolare, l'istituto fu subordinato direttamente all'esercito tedesco che, come risultò, finì per offrire ai suoi lavoratori un'importante protezione dalla Gestapo, e fu spostato in una nuova e più grande sede, dove la produzione del vaccino, interamente dedicata alle forze armate tedesche, venne intensificata.

#### Il ruolo dell'istituto sotto l'occupazione nazista
Alla luce della Sonderaktion Krakau, un'operazione tedesca durante la quale molti illustri professori dell'Università Jagellonica di Cracovia furono arrestati e deportati in campi di concentramento tedeschi, il pericolo che un simile destino sarebbe toccato anche agli intellettuali di Leopoli si fece molto più reale. Di conseguenza, nel luglio 1941, Weigl iniziò ad assumere nell'istituto da lui diretto eminenti intellettuali polacchi della città, molti dei quali avevano perso il lavoro a causa della chiusura di tutte le istituzioni polacche di istruzione superiore voluta dai nazisti, salvandoli di fatto da quello che passò alla storia come il "massacro dei professori di Leopoli". Weigl riuscì a convincere le autorità di occupazione a dargli piena discrezionalità su chi assumere per i propri esperimenti, il tutto nonostante si fosse rifiutato sia di firmare la cosiddetta Deutsche Volksliste che, in virtù delle sue origini austriache, lo avrebbe identificato come appartenente all'etnia tedesca, concedendogli privilegi e opportunità non disponibili ai polacchi, nonché di trasferirsi a Berlino, dove gli era stata offerta la direzione di un istituto simile e dove avrebbe potuto diventare un Reichsdeutsche.
Negli anni Weigl fu in grado di continuare la sua ricerca e persino di assumere più persone, alcune come assistenti di ricerca, altre come alimentatori di pidocchi, scegliendo spesso tra chi era minacciato di deportazione o addirittura tra i membri della resistenza. Agli alimentatori di pidocchi che erano impiegati presso l'istituto veniva rilasciata una versione speciale della Kennkarte, la Ausweis, che indicava sia che potevano essere infetti da tifo, sia che lavoravano per un'istituzione dell'esercito tedesco, l'Oberkommando des Heeres (Ufficio del comandante in capo dell'esercito tedesco). Di conseguenza, a differenza degli altri polacchi della città, essi potevano muoversi liberamente e, se fermati dalla polizia o dalla Gestapo, venivano rapidamente rilasciati.

#### Accademici e intellettuali di Leopoli
Secondo Alfred Jahn, geografo e futuro rettore dell'Università di Breslavia, "Quasi l'intera Università di Leopoli fu impiegata presso Weigl"; tra questi vi furono peraltro anche altri due futuri rettori dell'Università di Breslavia, Kazimierz Szarski e Stanisław Kulczyński, che sopravvissero alla guerra proprio grazie al loro lavoro di alimentatore di pidocchi.
Tra gli accademici che svolsero tale impiego si possono citare anche il matematico Stefan Banach, che iniziò nell'autunno 1941 e continuò fino al marzo del 1944, riuscendo non solo a sopravvivere alla guerra, ma anche a proteggere la moglie Łucja, particolarmente in pericolo a causa delle sue origini ebraiche, e il poeta Zbigniew Herbert, che fece da alimentatore di pidocchi per tutto il tempo dell'occupazione.
Di seguito una lista parziale di accademici e intellettuali che diedero il proprio sangue come cibo per i pidocchi:
- Jerzy Albrycht (matematico)
- Stefan Banach (matematico)
- Feliks Barański (matematico)
- Jerzy Broszkiewicz (scrittore, saggista)
- Józef Chałasiński (sociologo)
- Leszek Elektorowicz (poeta, saggista)
- Zbigniew Herbert (poeta)
- Adam Hollanek (scrittore, giornalista)
- Artur Hutnikiewicz (storico della letteratura polacca)
- Alfred Jahn (geografo, esploratore polare)
- Bronisław Knaster (matematico)
- Seweryn Krzemieniewski (biologo)
- Jan Noskiewicz (zoologo)
- Lesław Ogielski (veterinario, ricercatore)
- Władysław Orlicz (matematico)
- Stanisław Skrowaczewski (classical conductor)
- Stefania Skwarczyńska (storico della letteratura)
- Kazimierz Smulikowski (geologo)
- Wacław Szybalski (oncologo)
- Mirosław Żuławski (scrittore, sceneggiatore) — scrisse uno spettacolo sul proprio lavoro di alimentatore di pidocchi dal titolo Trzecia część nocy (La terza parte della notte)

La presenza di un così gran numero di accademici riuniti in un unico luogo con il pretesto di nutrire i pidocchi e fare ricerca, attività che richiedeva in realtà solo circa un'ora al giorno, portò alla nascita di una specie di scuola clandestina, in cui, oltre alle normali attività educative ed a disquisizioni scientifiche, trovava posto anche l'organizzazione di attività cospiratorie.

#### Partigiani antinazisti
Dopo l'occupazione Weigl iniziò ad assumere come alimentatori di pidocchi anche membri dell'Armia Krajowa, ossia del principale movimento di resistenza antinazista, fornendo loro una copertura sufficiente a portare avanti le proprie attività sovversive. Tra i capi partigiani assunti da Weigl vi furono, ad esempio, Aleksander Szczęścikiewicz e Zygmunt Kleszczyński, appartenenti all'organizzazione delle Szare Szeregi (in polacco "Schiere grigie"). Grazie al fatto che, in virtù della sua posizione, a Weigl era stato consentito di tenere nel suo istituto una radio - il cui possesso non autorizzato da parte di un polacco era punibile con la morte -, egli e i membri della resistenza da lui assunti riuscirono sempre a mantenersi aggiornati con le notizie altrimenti censurate dalla propaganda nazista.

#### Tentativi di salvataggio di ebrei
Quando i tedeschi intrapresero l'assassinio sistematico dei residenti nel ghetto di Leopoli, Weigl tentò di salvarne il più possibile, arruolandoli come alimentatori di pidocchi o come tecnici e infermieri. Tra questi vi furono ad esempio i batteriologi Henryk Meisel, che sopravvisse alla guerra, e Filip Eisenberg, il quale però rifiutò l'offerta di Weigl, contando di potersi salvare nascondendosi a Cracovia, e venne infine catturato nel 1942 e ucciso nel campo di sterminio di Bełżec.
Si stima che, in totale, circa 4 000 persone ebbero un impiego di questo tipo nell'istituto di Weigl e di ben 500 di queste ci sono oggi noti i nomi. Anche in virtù di questo, nel 2003 Weigl fu riconosciuto come un Giusto tra le nazioni da parte dello Yad Vashem e i suoi contributi al salvataggio di ebrei polacchi durante l'occupazione nazista sono oggi ritenuti paragonabili a quelli di Oskar Schindler.

#### Contrabbando del vaccino
Mentre la totalità dei vaccini prodotti dall'istituto durante questo periodo avrebbe dovuto essere spedita all'esercito tedesco, una parte di essa fu contrabbandata dagli impiegati associati alla resistenza polacca e spedita sia alle unità partigiane dell'Armia Krajowa, sia ai movimenti clandestini dei ghetti di Leopoli e di Varsavia, sia ai malati dei campi di concentramento di Auschwitz e di Majdanek. Secondo il famoso pianista ebreo polacco Władysław Szpilman, la cui storia è narrata nel film del 2002 Il pianista, in virtù del suo vaccino Weigl divenne "famoso come Hitler nel ghetto di Varsavia", dove si aveva "Weigl come simbolo del Bene e Hitler come simbolo del Male".

### Seconda occupazione sovietica
Dopo che, nel luglio 1944, l'Armata Rossa riprese il controllo di Leopoli a seguito dell'Operazione Tempest, condotta assieme all'Armia Krajowa, l'istituto di Weigl fu smantellato e spostato verso la Polonia centrale assieme alla maggior parte degli abitanti della città. Tuttavia, Weigl riuscì a portare avanti la propria attività di ricerca a Cracovia, presso l'Università Jagellonica.

## Alimentazione di pidocchi nel mondo
Oltre che in Polonia, donatori di sangue umano per pidocchi furono impiegati anche negli Stati Uniti d'America negli anni 1940. Un articolo del Wilmington Morning Star del 5 luglio 1949 riporta, ad esempio, che nel 1942 il governo utilizzava 60 persone pagate 60 dollari al mese (all'incirca 1000 $ del 2021) come alimentatori di pidocchi e che era stato costretto ad aumentare l'offerta a 120 dollari di fronte alla scarsità di adesioni. L'utilizzo di esseri umani si era reso necessario poiché i pidocchi non riuscivano a prosperare con lo stesso successo su altri animali; il tutto andò avanti finché non si scoprì che un coniglio chiamato Samson, utilizzato come cavia, sembrava poter fornire un terreno di crescita ad un particolare ceppo di pidocchi tanto quanto l'uomo. Per questo, Samson fu fatto figliare e i suoi discendenti furono utilizzati per innumerevoli esperimenti inerenti i pidocchi, dallo sviluppo di vaccini a quello di insetticidi, come il DDT, contribuendo a salvare la vita a centinaia di soldati statunitensi.